# Макарово (городской округ Черноголовка)
Мака́рово — село в городском округе Черноголовка Московской области. Ранее входило в Ногинский район Московской области.

## География

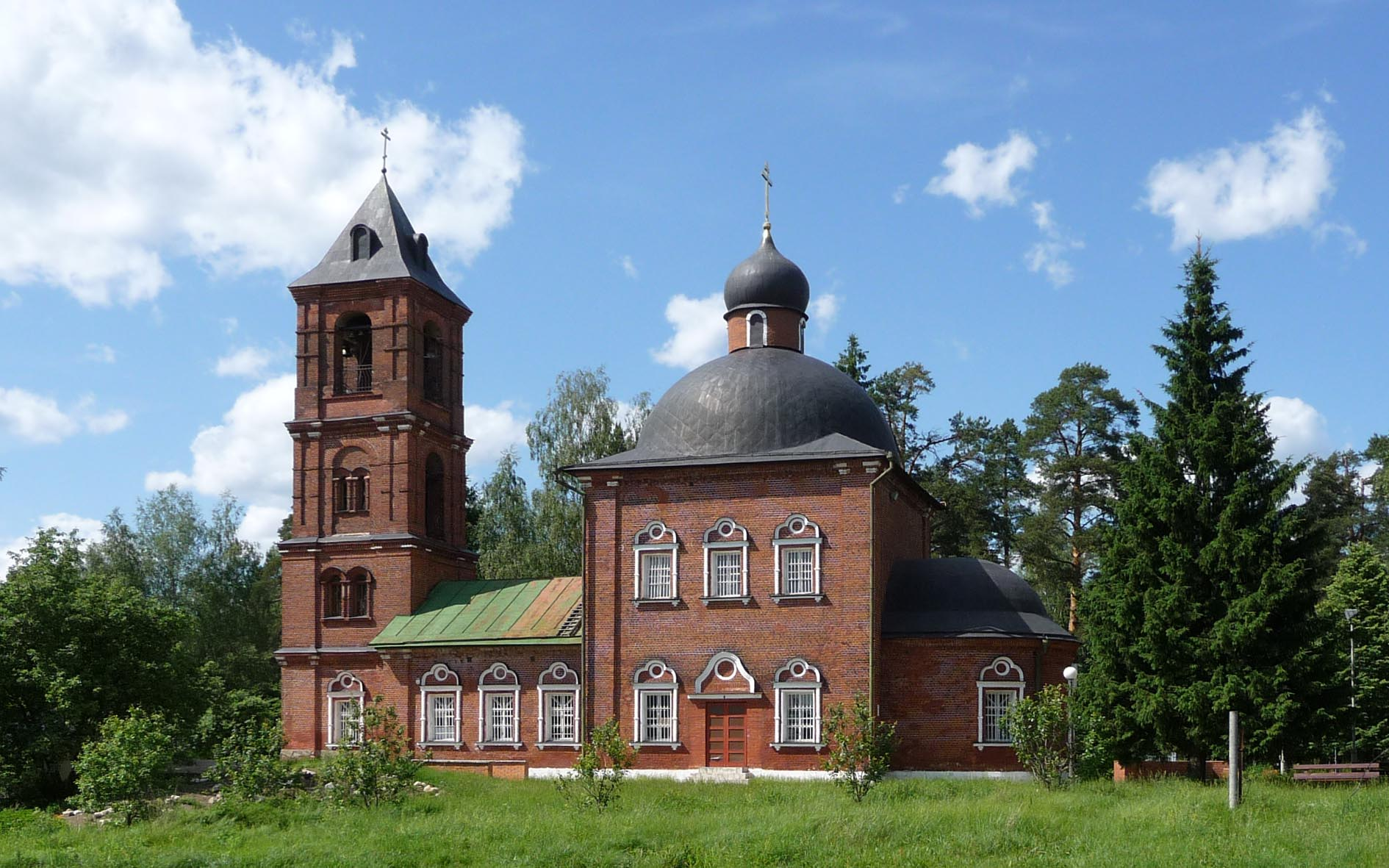
Церковь Николая Чудотворца в селе Макарово (1881—1888)

Расположено на реке Пружёнке, к западу от Черноголовки (в 4 км напрямую через лес, в 7 км по шоссе) к северу от Ногинска (в 20 км по А107), к северо-востоку от Москвы (в 58 км от Кремля, 42 км от МКАД). Южной частью село примыкает к внешней стороне Московского малого кольца («Бетонке») А107.

## История
Село Макарово (Пруженское, погост Пружки) известно с XVI века. В 1585 году по заказу великого князя Василия Ивановича здесь была построена первая деревянная церковь Николая Чудотворца.
К городскому округу Черноголовка село отнесено в соответствии с Законом Московской области от 28 февраля 2005 года № 61/2005-ОЗ «О статусе и границе городского округа Черноголовка» в ходе муниципальной реформы.

## Население
| 1852  | 1859 | 1869 | 1886 | 1899 | 1926 | 2002 |
| ----- | ---- | ---- | ---- | ---- | ---- | ---- |
| 188   | ↘183 | ↗184 | ↗196 | ↘90  | ↗331 | ↘102 |
| 2010  | 2013 |      |      |      |      |      |
| ↗1013 | ↘280 |      |      |      |      |      |

Постоянное население в 2005 году составило 102 человека.

## Почёмтные граждане села
Марфина Мария Семеновна 20.02.1924 - 22.09.2023.

В годы великой отечественной войны работала заведующей пекарни (с 17 лет). Вдвоем с мальчиком 14 лет. В обязанности заведующей входили все этапы производства, отразгрузки машин с мукой до выпечки хлеба. За все время работы не взяла ни одного лишнего куска хлеба, хотя дома были 7 маленьких братьев и сестер. После работы вязала варежки на фронт. Первая в г. о. Черноголовка узнала об окончании войны и сообщила всем, прозвонив в пожарный колокол в 5 утра

## Инфраструктура
В селе есть своя школа № 81.
В Макарово имеется своё кладбище. Там похоронены, в частности, известный советский и российский физикохимик Фёдор Иванович Дубовицкий и известные советские и российские физики, академики Юрий Андреевич Осипьян, Владислав Борисович Тимофеев, Герасим Матвеевич Элиашберг и Анатолий Иванович Ларкин.

## Достопримечательность
Церковь Николая Чудотворца. Одноглавая церковь в русском стиле с трапезной и колокольней. Основана в первой половине XVI века. Закрыта в 1929 году. Отдана верующим в 1990 году в аварийном состоянии. В настоящее время отремонтирована.